# Стерлигова, Евгения Ивановна
Евге́ния Ива́новна Сте́рлигова (род. 10 июля 1939 года, Свердловск) — советская и российская художница-иллюстратор. Заслуженный работник культуры Российской Федерации.

## Биография
Окончила биологический факультет Уральского государственного университета, получив образование биолога, а затем художественно-графический факультет педагогического института в Нижнем Тагиле и Уральский полиграфический институт со специализацией по книжной графике. Преподаватель кафедры рисунка Уральской государственной архитектурно-художественной академии, почётный профессор.
Является иллюстратором более чем 160 изданных в России книг, из которых более ста написал Владислав Крапивин.
Также выполнила иллюстрации к произведениям Сергея Другаля, Самуила Маршака, Анн и Серж Голон, Виталия Бугрова, Натальи Соломко, Сергея Лукьяненко, Клиффорда Саймака, Рэя Бредбери, Кира Булычева, Андрея Копылова и других.
В качестве художницы-постановщицы принимала участие в создании мультипликационных фильмов «Всё дело в шляпе», «Лето в Муми-доле», «В Муми-дол приходит осень».

## Награды и премии
- 1997 — Премия им. Ивана Ефремова
- 2008 — Премия им. В. П. Крапивина[1]